# Euophrys pexa
Euophrys pexa är en spindelart som beskrevs av Simon 1937. Euophrys pexa ingår i släktet Euophrys och familjen hoppspindlar. Inga underarter finns listade i Catalogue of Life.